# La Vie Claire (equip ciclista)
L'equip La Vie Claire, conegut posteriorment com a Toshiba, va ser un equip ciclista francès que competí professionalment entre el 1984 i 1991. Els patrocinadors van ser La Vie Claire, una empresa d'alimentació biològica, i posteriorment la companyia japonesa Toshiba.
Del seu palmarès destaca sobretot els dos triomfs finals al Tour de França i un al Giro d'Itàlia

## Principals resultats
- Volta a Llombardia: Bernard Hinault (1984)
- Clàssica de Sant Sebastià: Niki Rüttimann (1984)
- Quatre dies de Dunkerque: Bernard Hinault (1984), Pascal Poisson (1988)
- Volta a Suïssa: Andrew Hampsten (1986)
- Ruta del Sud: Niki Ruttimann (1986)
- Fletxa Valona: Jean-Claude Leclercq (1987)
- París-Camembert: Andreas Kappes (1989)
- Tour de l'Oise: Andreas Kappes (1989)
- París-Niça: Tony Rominger (1991)

### A les grans voltes
- Volta a Espanya
  - 1 participacions (1990)
  - 2 victòries d'etapa:
    - 2 a la 1990: Denis Roux, Jean-François Bernard

- Tour de França
  - 8 participacions (1984, 1985, 1986, 1987, 1988, 1989, 1990, 1991)
  - 12 victòries d'etapa:
    - 1 el 1984: Bernard Hinault
    - 3 el 1985: Bernard Hinault (2), Greg LeMond
    - 6 el 1986: Niki Ruttimann, Bernard Hinault (3), Jean-François Bernard, Greg LeMond
    - 2 el 1987: Jean-François Bernard (2)

  - 2 victòries final: Bernard Hinault (1985), Greg LeMond (1986)
  - 10 classificacions secundàries:
    - Premi de la combativitat: Bernard Hinault (1984, 1986)
    - Classificació de la combinada: Greg LeMond (1985, 1986), Jean-François Bernard (1987)
    - Gran Premi de la muntanya: Bernard Hinault (1986)
    - Classificació dels joves: Andrew Hampsten (1986), Fabrice Philipot (1989)
    - Classificació per equips: (1985, 1986)

- Giro d'Itàlia
  - 4 participacions (1985, 1986, 1987, 1988)
  - 7 victòria d'etapa:
    - 1 el 1985: Bernard Hinault
    - 1 el 1986: Bernard Hinault
    - 1 el 1987: Jean-François Bernard
    - 4 el 1988: Jean-François Bernard (3), Andreas Kappes

  - 1 victòria final: Bernard Hinault (1985)